# Badisches Invalidencorps
Das Großherzogliche Badische Invaliden-Corps war ein Bestandteil der badischen Armee. Es wurde 1803 zur Versorgung der invaliden badischen Soldaten gegründet und ab 1819 größtenteils im Schloss Kislau untergebracht. 1837 wurden die Aufnahme in das Invalidencorps durch Großherzog Leopold neu geregelt.
Die Uniform bestand ab 1842 nach den Kriegsdienstvorschriften bei der 1. Kompanie aus Hüten mit Kokarden in den badischen Hausfarben und blauen Überröcken mit orangegelben Patten. Die 2. Kompanie war wie die normale Infanterie gekleidet, die farbigen Aufschläge waren an den Kolletts und Ärmelwesten jedoch orangegelb anstatt rot. Ein weiterer Unterschied bestand darin, dass die Kollets schwedische Ärmelaufschläge hatten, im Gegensatz zur Infanterie, die brandenburgische Ärmelaufschläge (mit Ärmelpatten) verwendete, Kavallerie, Artillerie und Train hatten polnische Aufschläge. Beide Kompanien verwendeten dunkelblaue Dienstmützen mit orangegelben Vorstößen und badischer Kokarde.